# Vektor (muzička grupa)
Vektor je američki treš metal sastav progresivnih tendencija. Dolaze iz Tempija, Arizona (od 2012. godine rade u Filadelfiji). Publika ih je prvobitno prepoznala pod nazivom "Locrian" tokom sredine 2003. godine; bend menja naziv u Vektor uporedo sa početkom 2004. godine.

## Istorijat
Sastav formira pevač/glavni gitarista David DiSanto tokom 2002. godine. Stekli su popularnost u Finiksu, gde je metal muzička scena zapamtila njihov stil: tehnički i progresivni pristup treš metal svirci sa prepoznatljivim vrištanjem "visokih" vokala. Tokom 2006. godine Vektor je objavio demo naziva "Demolition", a ubrzo i "Hunger for Violence" (2007) na kome su odsvirali dve pesme. Sastav je pune četiri godine nastupao pred domaćom, ali i regionalnom publikom. Imali su priliku da se predstave kao predgrupa poznatijim bendovima kao što su Testament, Hirax, Iced Earth i Municipal Waste. Grupa sa kojom nastupaju neposredno nakon toga, Exmortus, potpisala je za izdavačku kuću koja izdaje njihov prvenac; ta turneja traje tokom decembra 2009. i januara 2010. Album "Black Future" ugledao je svetlost dana 17. novembra 2009. godine, a izdavač je "Heavy Artillery Records". Samostalnu turneju u svrhu promovisanja albuma imali su leta 2010. godine. Najsvežije izdanje Vektora je album izdat za istu izdavačku kuću 22. novembra 2011. godine i nosi naziv "Outer Isolation". Istog dana, članovi benda odlučuju da omoguće preslušavanje celog albuma putem interneta.

## Turneje
Vektor je bio na kratkoj, samostalnoj turneji tokom leta 2012. godine. Tokom novembra meseca su imali još jednu turneju gde su nastupali prvi po redu tokom koncerata sa bendovima Napalm Death, Municipal Waste i Exhumed. Koncert bendova izdavačke kuće "Earache Records" u Kaliforniji, januara 2013. godine stavlja tačku na severnoameričku promociju drugog po redu albuma sastava Vektor. Njihov poslednji album imena "Terminal Redux" predstavlja konceptualan pristup žanrovskoj muzici u trajanju od preko 70 minuta. Put do publike našao je 6. maja 2016. godine.
Bubnjar Blake Anderson, basista Frank Chin i gitarista Erik Nelson obratili su se publici putem Fejsbuka tokom decembra 2016. i kratkim saopštenjem stavili do znanja da napuštaju sastav. Uprkos izostanku temeljnog objašnjenja, ton poruke sugeriše kako je došlo do nepomirljivih razlika među članovima ali i da razlaz benda nije pratila svojevrsna drama. Projekti i sastavi koji bi mogli proizaći iz poslednjeg zajedničkog albuma ipak nisu konkretno navedeni.
Navedeno obraćanje trojice bivših članova grupe je u jednom trenutku uklonjeno sa internet stranice od strane DiSanto-a, a zatim zamenjeno njegovim ličnim obraćanjem poštovaocima njihovog zajedničkog rada. David DiSanto je ukratko razjasnio da nema nameru da stavi tačku na rad benda pod ovim imenom, nastavivši obećanjem iz koga su fanovi mogli da zaključe kako DiSanto neće prepustiti svoju zaostavštinu na milost i nemilost dokle god je živ.
Bend se po prvi put predstavio evropskoj publici na čuvenom "Hellfest"-u tokom juna 2013. godine. Prva samostalna turneja usledila je krajem 2015. godine u pratnji sastava Angelus Apatrida i Distillator. Neposredno pre izdavanja poslednjeg po redu albuma, bend je početkom 2016. godine pratio bend Voivod na američkoj turneji.

## Članovi sastava
Trenutni članovi
- David DiSanto – gitara/vokali (2002–danas)

Raniji članovi
- Erik Nelson – gitara (2004–2016)
- Frank Chin – bas gitara (2008–2016)
- Blake Anderson – bubnjevi (2007–2016)
- Mike Tozzi – bas gitara (2006–2008)
- Adam Anderson – bubnjevi (2004–2007)
- Kian Ahmad – bubnjevi (2007)

## Diskografija

### Studijski albumi
- (2009)
- (2011)
- (2016)

### Demo snimci
- "" (2003)
- "" (2006)
- "" (2007)

### Singlovi
- (2013)
- (2015)
- (2016)
- (2016)

## Spoljašnje veze
- Zvanična stranica na Fejsbuku